# Violencia intragénero
La violencia intragénero es un tipo de violencia física, psicológica o sexual producida por una persona hacia su pareja del mismo sexo, impactando negativamente en su identidad y bienestar social, físico, psicológico o económico.
El origen de la violencia intragénero está en dinámicas de poder en la relación, buscando la dominación, el control o la humillación de la otra persona. Además, estas dinámicas pueden estar influenciadas por el mito del amor romántico, los celos, el miedo a ser sacado del armario, la homofobia interiorizada o la serofobia.